# Mary Barbara Haberzetle
Mary Barbara Haberzetle  (* 4. Juni 1912 in Chicago; † 16. November 1983 in Seattle) war eine US-amerikanische Mathematikerin und Hochschullehrerin.

## Leben und Forschung
Haberzetle wurde als erste von zwei Töchtern geboren und erhielt ihre Grund- und Sekundarschulbildung in Pfarrschulen in Chicago, die von den School Sisters of Notre Dame geleitet wurden. Von 1930 bis 1934 studierte sie Mathematik am Saint Xavier College für Frauen (jetzt Saint Xavier University) und legte ihre  Bachelor-Abschlussprüfung mit Auszeichnung ab. Danach arbeitete sie bis 1935 für das County Welfare Department und begann das Studium an der University of Chicago, wo sie 1936 den Master-Abschluss erhielt. Die nächsten zwei Jahre war sie Stipendiatin und promovierte 1938 bei Leonard Eugene Dickson mit der Dissertation: Two New Universal Waring Theorems. Sie lehrte 1938 am Mount Holyoke College und von 1939 bis 1941 am Queens College, City University of New York. Zwischen 1937 und 1941 veröffentlichte sie vier Artikel. 1940 heiratete sie den Mathematiker M. Jonathan Turner, mit dem sie drei Kinder bekam.  Nach den Kindererziehungszeiten nahm sie 1960 eine Stelle als Assistenzprofessorin an der Seattle University an, wurde 1963 zur außerordentlichen Professorin befördert und 1971 zur ordentlichen Professorin.

## Veröffentlichungen (Auswahl)
- 1937: Haberzetle, M.: Representation of large integers by cubic polynomials. Amer. J. Math. 59.
- 1941: Haberzetle, M.: On some partition functions. Amer. J. Math. 63.